# Подгорное (Фёдоровский район)
Подгорное (каз. Подгорный) — упразднённое село в Фёдоровском районе Костанайской области Казахстана. Ликвидировано в 2005 году. Входило в состав Новошумного сельского округа.

## Население
В 1999 году население села составляло 83 человека (48 мужчин и 35 женщин).